# Düpe
Düpe (plattdeutsch für Tiefe, hier Wassertiefe) oder auch Düpekommission ist die Bezeichnung eines 1555 in Hamburg eingeführten Amtes, das die Aufgabe hatte, sich um die Erhaltung der ausreichenden Wassertiefe im Hamburger Hafen sowie der innerstädtische Fleete und Kanäle zu kümmern. Die jeweils beiden jüngsten Ratsherren waren als Düpeherren die Leiter dieser Behörde. Die Ausführung oblag den Fleetenkiekern. Die Reinigung der Fleete wurde in Burspraken angeordnet und konnte direkt durch den Düpeherren angewiesen werden.
Der Erhalt der für den Hafenbetrieb notwendigen Wassertiefe war bereits bei den ersten Anlagen in der Alsterschleife ein Problem, das durch beständige Sedimentablagerungen in den mäandernden Flussläufen, durch die Tideabhängigkeit des Elbe-Binnendeltas sowie die häufigen Sturmfluten entstand. Ab dem 13. Jahrhundert versuchten die Hamburger dem mit Wasserbaumaßnahmen wie mit Regelungen für das Fahrwasser entgegenzuwirken. Ein für die Schifffahrt ausreichender Tiefgang im Hafenbereich wurde seit dem Mittelalter durch die Zuweisung von Orten für den Ballastabwurf und zur Abfallbeseitigung durch Ballastern angewiesen. Bereits 1359 wurde ein Bußgeld von drei Mark Silber bei Verstößen angedroht. 
Mit der französischen Besetzung wurde die Düpekommission 1806 aufgehoben. 1814 gingen die Aufgaben an die neu geschaffene Schiffahrts- und Hafendeputation, dem späteren Amt Strom- und Hafenbau, über.